# Порновойны
«Порновойны» (англ. Porn Wars) — хардкорный порнофильм Кови, снятый на студии «Private Media Group» в 2006 году. Состоит из трёх отдельных частей, каждая из которых длится около 140 минут. Фильм в урезанном виде был показан в России. Все части были показаны на канале «Русская ночь». Является порнографической пародией на киноэпопею «Звёздные войны». Съёмки фильма проходили в Будапеште.

## Сюжет
В галактике настали тёмные времена. Войны идут повсюду. Джедаи, воюющие на стороне добра, почти исчезли. Чёрные силы держат галактику в своём железном кулаке. Единственная надежда осталась на последних джедаев. Но они должны сохранять секретность, так как враги со всей галактики идут по их следу. Обе стороны ждут подходящего момента для нанесения удара.

### Сексуальные сцены
Private Gold 81: Porn Wars 1
1. Сандра Паркер — Антонио Росс
2. Миа Даймонд — Хорст Барон
3. Лиз Хоней — Никки Райдер — Дрифтер
4. Тера Бонд — Лауро Джиотто
5. Миа Даймонд — Виктория Свингер
6. Тера Бонд — Виктория Свингер — Антонио Росс — Хорст Барон

Private Gold 83: Porn Wars 2
1. Liz Honey — Tiffany Rousso — Csoky
2. Vanessa Hill — Victoria Swinger
3. Tera Bond — Хорст Барон
4. Barbara Summer — Csoky
5. Sabrina Rose — Vanessa Hill — Csoky
6. Barbara Summer — Tera Bond — Victoria Swinger — Antonio Ross — Lauro Giotto

Private Gold 84: Porn Wars 3
1. Tera Bond — Csoky
2. Claudia Ferrari — Antonio Ross
3. Tera Bond — Vanessa Hill
4. Barbara Summer — Vanessa Hill — Antonio Ross
5. Victoria Swinger — Lauro Giotto
6. Angelina Crow — Roxy Panther — Хорст Барон — Lauro Giotto

## Награды
- XRCO Award 2006 — Best Comedy or Parody (номинация)
- AVN Award 2007 — Best Foreign Feature[7].

### Рецензии
- Antonio Ross. Porn Wars Архивная копия от 7 сентября 2017 на Wayback Machine
- Angelina Crow. Porn Wars 2 Архивная копия от 19 сентября 2015 на Wayback Machine
- Antonio Ross. Porn Wars 3 Архивная копия от 19 сентября 2015 на Wayback Machine